# Bahía Engaño
Bahía Engaño är en vik i Argentina.   Den ligger i provinsen Buenos Aires, i den södra delen av landet, 1 100 kilometer sydväst om huvudstaden Buenos Aires.